# Ectomorphed Works
Ectomorphed Works es un álbum de L'Arc~en~Ciel, formado por remixes de canciones ya editadas, todos hechos por el batería del grupo Yukihiro Awaji (yukihiro). A pesar de no contener ningún tema nuevo llegó al top 3 de la lista de ventas.

## Lista de canciones
| #   | Título                                             | Compuesta por:                 |
| --- | -------------------------------------------------- | ------------------------------ |
| 1.  | larva [ectomorphed long mix]                       | yukihiro (música)              |
| 2.  | trick [new² wave of japanese heavy metal mix]      | yukihiro (letra y música)      |
| 3.  | Kasou [0628 mix]                                   | hyde (letra) ken (música)      |
| 4.  | fate [everybody knows but god mix]                 | hyde (letra) ken (música)      |
| 5.  | Shinshoku -lose control- [ectoborn mix]            | hyde (letra) ken (música)      |
| 6.  | a swell in the sun [system in chaos mix]           | hyde (letra) yukihiro (música) |
| 7.  | l'heure [quiet afternoon mix]                      | yukihiro (letra y música)      |
| 8.  | cradle [down to the moon mix]                      | hyde (letra) yukihiro (música) |
| 9.  | Shinjitsu to Gensou to [out of the reality mix #2] | hyde (letra) ken (música)      |
| 10. | metropolis [android goes to be a deep sleep mix]   | hyde (letra) ken (música)      |